# Ндука Авазі
Ндука Авазі (англ. Nduka Awazie; нар. 4 квітня 1981) — нігерійський легкоатлет, що спеціалізується на спринті, олімпійський чемпіон 2000 року.

## Кар'єра
| Рік                 | Змагання            | Місто               | Місце               | Дисципліна            | Примітки            |
| Представник Нігерія | Представник Нігерія | Представник Нігерія | Представник Нігерія | Представник Нігерія   | Представник Нігерія |
| ------------------- | ------------------- | ------------------- | ------------------- | --------------------- | ------------------- |
| 2000                | Олімпійські ігри    | Сідней, Австралія   | 6 (забіги)          | біг на 400 метрів     | 46.81               |
| 2000                | Олімпійські ігри    | Сідней, Австралія   | 1                   | естафета 4×400 метрів | 3:01.20             |